# HD 19845
HD 19845，又名BD+47 782，SAO 38652、HR 956，是一颗恒星，视星等为5.9，位于銀經145.96，銀緯-8.25，其B1900.0坐标为赤經3h 6m 27s，赤緯+47° -8.25′ 4″。